# 68 (singolo)
68 è un singolo del rapper italiano Ernia, pubblicato il 14 settembre 2018 come unico estratto dall'album omonimo.

## Descrizione
Il titolo fa riferimento all'unico autobus che passa nel quartiere T8 di Milano, dove viveva Ernia.
Le sonorità del brano, curate dai produttori Marz e Zef, sono caratterizzate da uno stile funk ispirato ai Daft Punk.